# Ullasjöbäcken
Ullasjöbäcken este o arie protejată (arie specială de conservare — SAC, sit de importanță comunitară — SCI) din Suedia întinsă pe o suprafață de 105,8 ha, integral pe uscat.

## Localizare
Centrul sitului Ullasjöbäcken este situat la coordonatele 56°45′27″N 13°04′49″E / 56.7574°N 13.0803°E.

## Înființare
Situl Ullasjöbäcken a fost declarat sit de importanță comunitară în aprilie 2004 pentru a proteja un număr necunoscut de specii din flora spontană și fauna sălbatică aflate în arealul zonei. Situl a fost protejat și ca arie specială de conservare în martie 2011.

## Biodiversitate
Situată în ecoregiunea boreală, aria protejată conține 4 habitate naturale: Mlaștini turboase de tranziție și turbării mișcătoare, Păduri de fag Luzulo-Fagetum, Lacuri și iazuri distrofice naturale, Mlaștini împădurite.
La baza desemnării sitului se află un număr nedeclarat de specii protejate.